# Bitwa nad Altą
Bitwa nad Altą – bitwa stoczona latem 1019  roku pomiędzy wojskami Jarosława Mądrego a wojskami jego brata Świętopełka.
Jak podaje Kronika Nestora po odejściu pod koniec 1018 roku z Kijowa Bolesława Chrobrego, Świętopełk poczuł się zagrożony. Na północy Rusi Jarosław Mądry zbierał wielką armie i wspomagany przez Nowogród i Waregów szykował się do ostatecznej rozprawy z bratem. Świętopełk oddał bez walki Kijów i uciekł do Pieczyngów. Do rywalizacji o tron kijowski powrócił w 1019 roku stając na czele wielkiej armii złożonej głównie z Pieczyngów. Nad rzeką Altą (dopływem Trubieży) latem 1019 roku doszło do decydującego starcia, podczas którego Jarosław Mądry po raz kolejny zwyciężył siły Świętopełka. Pokonany książę ponownie zbiegł do Polski a dokładnie do Brześcia nad Bugiem licząc na przychylność swojego teścia Bolesława Chrobrego.